# 中华法系
中华法系，又称“律令制”，是一种源自於中國的特殊法律體系，影響了大部份東亞國家，和小部份東南亞國家的法律制度。
過去以儒家、周礼、法家、唐律为基礎发展起来的东亚法律体系，以法家思想为理论基础，以儒家的礼法结合、德主刑辅为基本特征，重视家族关系、君臣关系的法律调整，也就是說根據家族的親疏關係與傳統禮教的理解，可能會使得判決有相應的變化，重视道德觀念入法，來受理民间纠纷的调处解决。中华法系包括古代的中国法、朝鲜法、日本法、琉球法、安南法、暹罗法等。
汉字文化圈内的国家如日本、朝鮮半島、越南等，在歷史上都受到中國法律的影響，曾屬於中華法系的一部分。这些国家都在不同程度上吸取唐律的内容，并以其为基础，制定本国的法律。在朝鲜，当时的《高丽律》、《经国大典》以唐律为蓝本而制定，又比如日本的《大宝令》、《养老律令》、《服忌令》等，越南的《刑书》、《国朝通制》、《洪德刑律》，西夏法典《天盛律令》。中华法系随着西方文化强势进入汉文化圈而趋于解体，日本率先移植德国法作為現代法治的基礎，中国以日本为模范制定了《六法全书》，跟隨著現代法治的發展而取代，所以現行主要中华法系的延續，部分被現代法典已明文形式標註，部份存在於東亞國家的習俗中，沒有強制力。中华法系雖然由于西方法律的优势已被时代淘汰，在法理学中較少被討論，但隨著對不同制度的研究逐漸深入，逐漸成為法學發展史的題材。

## 历史

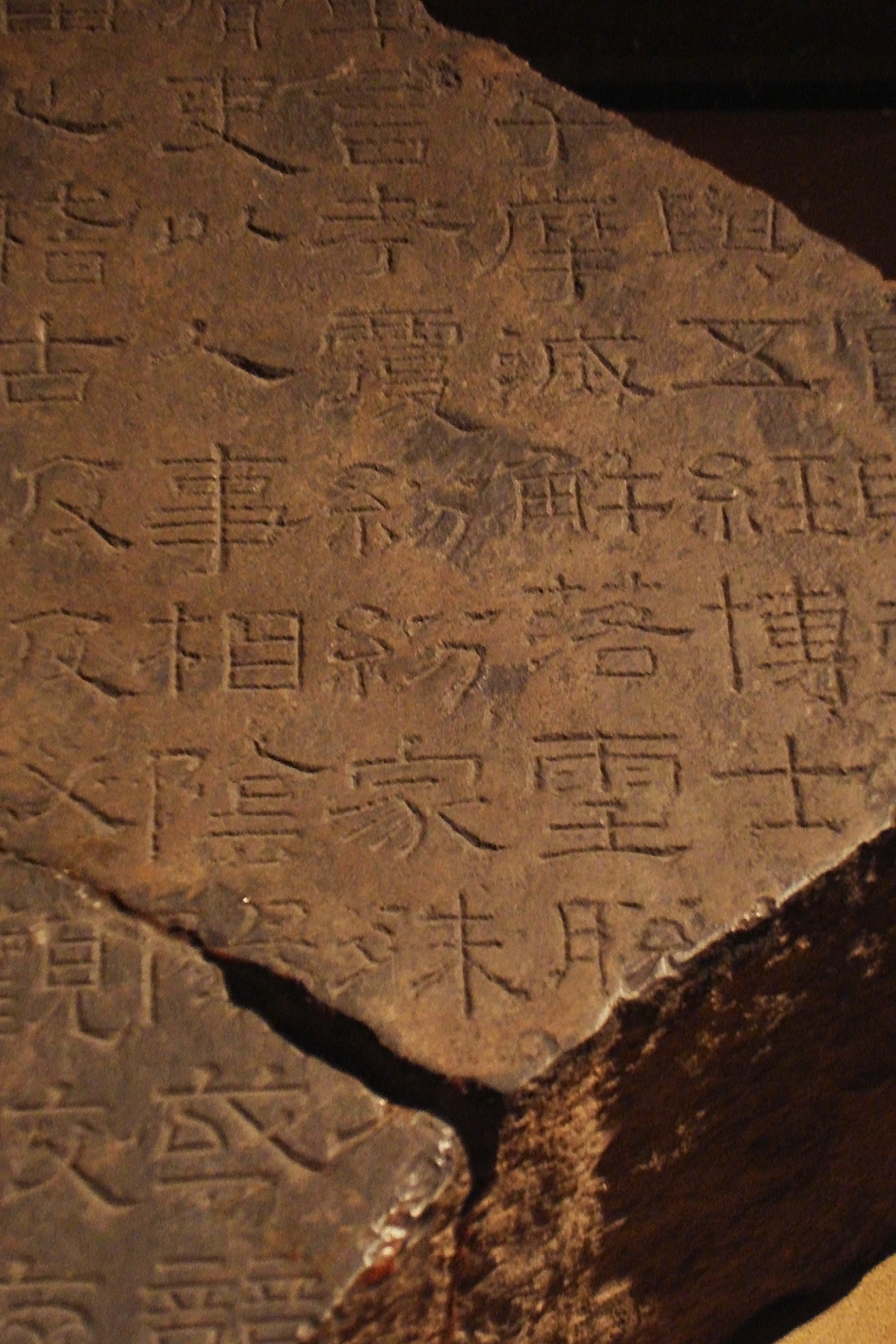
熹平石经残石，藏中国国家博物馆

中华法系起源自尧舜禹时期的皋陶兴五教、定五礼、创五刑、立九德、亲九族。子产“铸刑书于鼎”是首次公布的成文法。最早的成文法典是《周礼》。汉代学者多以《周礼》与汉律并称，如《说文》第十五卷下所载许冲上书云：今五经之道昭炳光明，而文字者其本所由生。自《周礼》、汉律，皆当学六书，贯通其意。汉武帝独尊儒术开启了法律的儒家化。熹平四年，汉灵帝乃诏诸儒正定五经，共刻《易经》、《论语》、《尚书》、《春秋》、《公羊》、《鲁诗》、《仪礼》七经於石碑，为古文、篆、隶三体书法以相参检，树之学门，使天下咸取则焉。《三礼》在唐以后成为王朝治国的不可侵犯的煌煌法典。在中国古代，礼和法律之间没有明确的界定。《周礼》一书又名为《周官》，许多关于国家政治与法律方面的规定，都见于礼的内容。章太炎曾指出：「礼者，法度之通名，大别则官制、刑法、仪式是也”。两汉时期儒学的法律化运动或者说儒学观念的进一步可操作化努力，在汉律的立法和司法活动中都得到了体现。立法上，汉儒确立了儒家法思想的指导作用和统治地位。汉代在立法上实现了儒家的一贯主张即德主刑辅的思想。
经过魏晋南北朝，到了隋唐，礼法结合最终完成了，代表作是唐律。在礼法结合的同时，《论语》对法律的影响也逐渐深入，唐律总其大成。《论语》对唐律的影响与唐代重视儒学有关。如「十恶」、「不孝」以罪人律在《北齐律》中已有体现。至唐代，波澜壮阔的法律儒化运动走向高峰，这个高峰的代表作《唐律》便彻头彻尾地以「儒法典」的身份展示在人们面前。以至前人有称《唐律》为「一准乎礼」。考究《唐律》的法条来源，几乎绝大部分出自儒家经典。唐代礼法结合已臻于成熟和定型，在唐律中体现了一整套宗法等级思想与制度的礼与法的完善结合。在唐律中，不但礼指导着法律的制定，而且大量礼典、礼文直接入律。在司法实践上也是「于礼以为出入」，一切以礼为准。《唐律》及其《唐律疏议》是标准的伦理化的法典，由它所确定的原则、制度、篇目以至具体的律文、术语和概念，都为宋、明、清诸律所继承。清代学者纪昀说：「论者谓《唐律》一准乎礼，以为出入得古今之平，故宋世多采用之。元时断狱，亦每引为据。明洪武初，命儒臣四人同刑官进讲《唐律》，后命刘惟谦等详定《明律》」。明朝建立之初，丞相李善长等就认为刑律「至唐代则集其大成」，在制订明朝法律时竟建议「今制宜遵唐旧」，结果「太祖从其言」。明太祖朱元璋本人对唐律读得很认真，《明史·刑法志》记载：「洪武元年又命儒臣四人，同刑官讲《唐律》，日进二十条。」

## 特点
- 春秋决狱、秋冬行刑、准五服以治罪、死刑复奏、三司推事、朝审秋审。
- 相對於歐洲大陸法系傳統偏重民法而言，中國傳統法律以刑法為主，其次是行政管理法，婚姻家庭法。
- 但是也有顯現出英美法制的不成文特點，可以用八个字来形象地概括光绪法律改革以前的中华法系：“諸法合體，民刑不分”，沒有一定的分類且法條是來自於習俗。[7]
- 在司法审判上，刑事审判依律进行，程序严格；中央设有专门的司法机关，地方行政官同时兼理司法；民事纠纷则调解重于裁判。
- 且中华法系与现今及历史上存在过的诸法系有个显著的特点既是以儒家思想为核心的，强调“仁”，因此雖然沒如同西方宗教法律般將教義列入法律，但也有自己的信條存在。
- 地方衙門往往身兼行政與司法。

## 诉讼程序
就司法程序来说，中国的传统，判决是当庭作出，当事人可以知道判决是基于哪些理由，如果有何异议，也可以当庭申辩。西方的传统（欧洲大陆法系和普通法系都一样）是休庭后做出判决，判决书再迟迟寄来。如有异议，大多只有上訴一条路。中國傳統司法程序頗為冗長，若不服初審判決，上訴時包括證人都可能被收押送往上訴地點參與審判。

## 理论基础
儒家思想以伦理道德为主体，中华法系有浓重的伦理色彩，大量的道德规范被直接纳入法典，以国家强制力来保证执行。以法律的形式确立“三纲六纪”，儒家的伦理道德以宗法人伦为核心，中华法系有家族本位的原则，「三纲五常」、「忠孝节义」直接成为定罪量刑的基本准则，「十恶」大罪由此而定。

### 十恶
“十恶”是中华法系中规定的常赦不原的十种最严重犯罪，屬於嚴重違犯《禮經》，喪失以忠君和孝親為核心的道德，破壞以君臣、父子、夫婦為三綱的倫常行為。渊源于《北齐律》的“重罪十条”，而其中又有八种渊源于秦，只有「不睦」、「不义」两恶尚未找到与《秦律》的联系。隋《开皇律》在“重罪十条”的基础上加以损益，确定了十恶制度。凡犯十恶者，不适用八议等规定，且为常赦所不原，此即“十恶不赦”的渊源。
| 十恶   | 解释 | 法理出典                         |
| ------ | --- | -------------------------------- |
| 谋反   | 谋害皇帝、危害国家的行为 | 《春秋》之义，奸以事君，常刑不舍 |
| 谋大逆 | 图谋破坏国家宗庙、皇帝陵寝以及宫殿的行为                                                                                       |                                  |
| 谋叛   | 背叛本朝、投奔敌国的行为 |                                  |
| 恶逆   | 殴打或谋杀祖父母、父母等尊亲属                                                                                                 |                                  |
| 不道   | 杀一家非死罪三人及肢解人的行为                                                                                                 |                                  |
| 大不敬 | 盗窃皇帝祭祀物品或皇帝御用物、伪造或盗窃皇帝印玺、调配御药误违原方、御膳误犯食禁，以及指斥皇帝、无人臣之礼等损害皇帝尊严的行为 |                                  |
| 不孝   | 控告祖父母、父母，未经祖父母、父母同意私立门户、分异财产，对祖父母、父母供养有缺，为父母尊长服丧不如礼等不孝行为               | 《甫刑》三千，莫大不孝           |
| 不睦   | 谋杀或卖五服（缌麻）以内亲属，殴打或控告丈夫大功以上尊长等行为                                                                 |                                  |
| 不义   | 杀本管上司、受业师及夫丧违礼的行为                                                                                             |                                  |
| 内乱   | 奸小功以上亲属 |                                  |

### 八议
八议制度源自《周礼》「以八辟丽邦法」。贵族触犯刑法并不是可以道遥法外，而是由专门的「八议」来定罪。如果属于八议范围的人犯死罪，除十恶者外，都必须奏請皇帝批准議刑，再將所議之結果，報請皇帝裁定。
| 八议 | 范围                                                       | 儒学出典 |
| ---- | ---------------------------------------------------------- | --- |
| 议亲 | 皇帝袒免以上亲及太皇太后、皇太后缌麻以上亲，皇后小功以上亲 | 《论语·泰伯》“君子篤於親，則民興於仁”                                                                                   |
| 议故 | 皇帝故旧                                                   | 《论语·泰伯》“故舊不遺，則民不偷”                                                                                       |
| 议贤 | 贤人君子，言行可为法则者                                   | 《论语·子路》“赦小過，舉賢才”“《春秋》为贤者讳”                                                                         |
| 议能 | 有大才艺                                                   | 《左传·襄公二十一年》“夫謀而鮮過，惠訓不倦者，叔向有焉，社稷之固也，猶將十世宥之，以勸能者。”                           |
| 议功 | 为「斩杀敌将、拔取敌旗」，立有大功勋的人                   | 《春秋公羊传》“齐灭之也。不言齐，为桓公讳也。桓公尝有继绝存亡之功，故君子为之讳”《汉书·陈汤传》引作“春秋之义，以功覆过” |
| 议贵 | 职事官三品以上、散官二品以上、爵一品以上                   | 《礼记》「刑不上大夫，礼不下庶人」                                                                                      |
| 议勤 | 恪盡職守和曾經為國經歷過大磨難的官員如出征大將和出使絕域者 | |
| 议宾 | 承先代之後为国宾者                                         | 《礼记·郊特性》“天子存二代之后，犹尊贤也”                                                                               |

### 五刑
中华法系的刑罚包括：笞刑、杖刑（打板子）、徒刑、流刑、死刑。每等又分五等，由轻而重至最高刑。制五刑之目的，在于“以刑制刑，以辩制杀”“明威、肃杀”，“惩其未犯而防其未然”。死刑重罪至少須送至中央六部的刑部處理，地方官通常不能判人死刑，每年可執行死刑的日期約四十多天，不在此日期內不得執行死刑。

## 相关研究
1884年，日本学者穗積陳重提出“法族”概念，并提出了「中华法族」一词。現時的法律體系大多屬於欧陆法系（比如法国、德国、与现在的日本、臺灣、中国大陆、澳門、拉丁美洲等）或英美法系（比如英国、美国、香港、新加坡和澳大利亚等），因此中华法系是否存在受到質疑。韦森認為「受国内一些法文化学者的影响，大多数人以前一直以为在数千年的历史长河中，中国一直是个人治社会，法制并不发达，且缺少民法」。
过去中华法系是存在的，例如《大清律例》基本上與明朝法律相同，而且審判時對判例極為重視，甚至形成清代基層公務員胥吏的重要性大增，因為他們比科舉出身的大臣官員更熟悉過去的法律判例，而大臣也須遵守法律判例。《清稗類鈔》記錄晚清官員郭嵩燾的史論：「漢、唐以來，雖號為君主，然權力實不足，不能不有所分寄。故西汉與宰相、外戚共天下；东汉與太監、名士共天下；唐與后妃、藩镇共天下；北宋與奸臣共天下；南宋與外國共天下；元與奸臣、番僧共天下；明與宰相、太監共天下；本朝則與胥吏共天下耳。」胡林翼就曾感嘆：「六部之胥，無疑宰相之柄。」嘉慶皇帝曾在一次諭旨中說到：「自大学士、尚書、侍郎，以至百司，皆唯諾成風，而聽命於書吏，舉一例則牢不可破，出一言則惟命是從，一任書吏顛倒是非，變幻例案，堂官受其愚弄，冥然不知所爭之情節。」在20世纪之前，20世纪前的中国的法律的渊源大多数都来自国内，包括儒家和法家思想。至少在清代和更早的朝代，中国法律受到的外来的成分不多。在当前，有些人说中华法系是过去存在，现在已经解体了。
英屬香港由義律之「義律公告」表示將繼續以「中國法律和習俗管治香港，但中國的酷刑則一一廢除」，允許华人案件按中國傳統審判，所以直到1912年清朝滅亡後，香港法庭仍然沿用《大清律例》處理原居民（华人）糾紛。但隨著英屬香港政府逐漸立法管制市民生活的不同方面，《大清律例》適用的範圍亦越來越少。1971年，香港政府立法禁止重婚，三書六禮的結婚儀式亦停止適用。禁止原居民女子參與村代表選舉的傳統，亦在2000年被法庭裁定違法。不过一直到现在，香港法律承认「中國法律和習俗」，仍然沿用「中國法律和習俗」处理继承和其他分类的案件。

## 大中華地區现行的法律体系
中华人民共和国法律体系包括宪法及宪法相关法、刑法、行政法、民商法、经济法、社会法、诉讼与非诉讼程序法等七个法律部门。
中华民国的法律体系分为宪法、法律和命令三个层级，以宪法为基础，所有规范皆不可违背在其上位阶的规定。
中華人民共和國、中華民國現行法律体系均属欧陆法系，而非中华法系，但对其有所接纳和吸收。澳門亦屬於欧陆法系，但受葡萄牙影響。至於香港的法律由於受英國影響，故属英美法系，不同于以上三者。

## 歷代相關法律
- 唐律疏议、永徽律疏
- 宋刑統
- 西夏天盛律令
- 大明律
- 大清律例

## 外部連結
- 张伟仁：〈中国法文化的起源、发展和特点（上）（页面存档备份，存于）〉。
- 张伟仁：〈中国法文化的起源、发展和特点（下）（页面存档备份，存于）〉。
- 张伟仁：〈中国传统的司法和法学（页面存档备份，存于）〉。
- 瞿同祖：〈法律在中国社会中的作用——历史的考察（页面存档备份，存于）〉。
- 苏基朗：〈现代法学诠释中的“中华法系”——以产权与合约为中心（页面存档备份，存于）〉。
- 张伟仁：〈天眼与天平：中西司法者的图像和标志解读（页面存档备份，存于）〉。
- 史华兹：〈论中国的法律观（页面存档备份，存于）〉。
- Xin Ren：〈中国传统法中的刑事规则（页面存档备份，存于）〉。
- 迈克尔·达尔比：〈传统中国的复仇与法律（页面存档备份，存于）〉。
- 迈克尔·达尔比：〈传统中国的复仇与法律（续）（页面存档备份，存于）〉。
- 滋贺秀三：〈中国法文化的考察——以诉讼的形态为素材（页面存档备份，存于）〉。
- 寺田浩明：〈中国固有法秩序与西方近代法秩序（页面存档备份，存于）〉。
- 寺田浩明：〈清代民事审判与西欧近代型的法秩序（页面存档备份，存于）〉。
- 陈志武：〈民间借贷中的暴力冲突：清代债务命案研究（页面存档备份，存于）〉。
- 黄宗智：〈中国法律制度的经济史.社会史.文化史研究（页面存档备份，存于）〉。
- 黄宗智：〈中国法律制度的经济史、社会史、文化史研究（页面存档备份，存于）〉。
- 黄宗智：〈中国古今的民、刑事正义体系——全球视野下的中华法系（页面存档备份，存于）〉。
- 刘瑞复的演讲：关于中华法系的创新